# Édouard Traviès
 (août 2016).
Si vous disposez d'ouvrages ou d'articles de référence ou si vous connaissez des sites web de qualité traitant du thème abordé ici, merci de compléter l'article en donnant les références utiles à sa vérifiabilité et en les liant à la section « Notes et références ».
Édouard Traviès de Villers, né Édouard Traviès à Doullens le 24 mars 1809, et mort à Paris 5e le 18 novembre 1876, est un peintre animalier, illustrateur et lithographe français.
Son frère, Charles-Joseph Traviès de Villers, est un caricaturiste connu  sous le nom Traviès.

## Biographie
Après avoir commencé dans la caricature[réf. nécessaire], Édouard Traviès se spécialise dans la peinture d’oiseaux et d’insectes peints à l’aquarelle. Il expose régulière au Salon entre 1831 et 1866.
Il réalise de nombreuses lithographies pour La vènerie. Souvenirs de chasse, et une série de douze trophées pour le Musée du chasseur. 
Son portrait serait conservé à Doullens au Musée Lombart[réf. nécessaire].

## Ouvrages illustrés
- Alcide d'Orbigny, Galerie ornithologique, ou Collection d'oiseaux d'Europe, décrits par Alcide d'Orbigny, dessinés d'après nature, Paris, Armand Robin, 1836.
- Buffon, Les oiseaux les plus remarquables par leurs formes et leurs couleurs, scènes variées de leurs mœurs et de leurs habitudes, Paris, Londres, 1857.
- Rémond, Alphabet illustré des animaux, 1858.
- Ferdinand Charles Honoré Philippe d'Esterno, Du vol des oiseaux Paris, 1864.
- Buffon, Œuvres complètes, 1839.
- Alphonse Toussenel, Oiseaux de chasse.

## Galerie

Illustrations d'Édouard Traviès
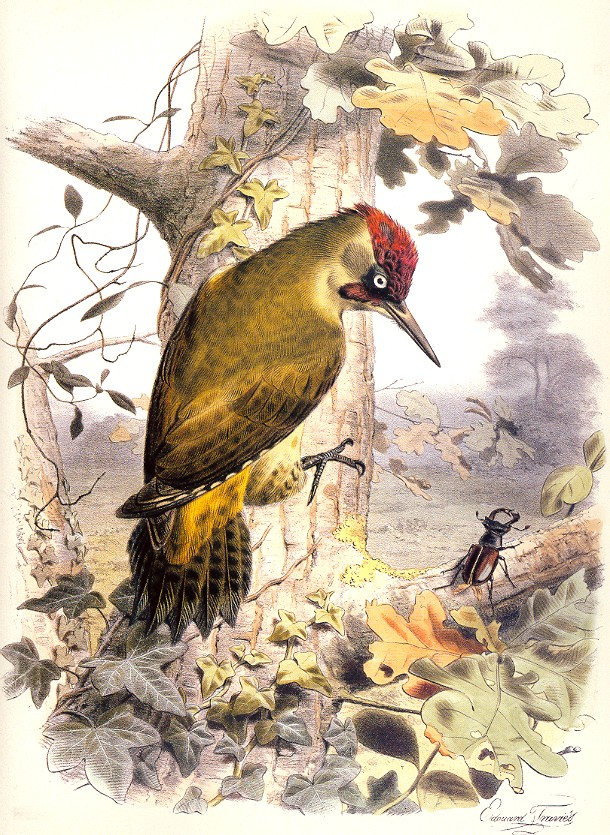
Le Pic vert (Picus viridis), dans Les oiseaux les plus remarquables…, de Buffon.
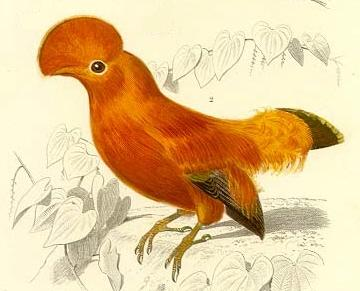
Coq de roche (Rupicola rupicola), dans le Dictionnaire universel d’histoire naturelle d'Alcide d'Orbigny.
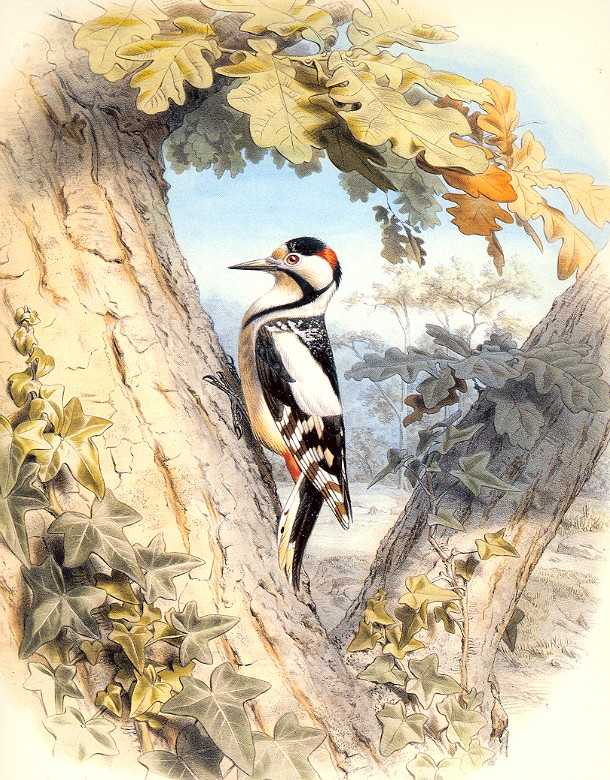
L'Épeiche ou le Pic varié (Picus major), dans Les oiseaux les plus remarquables…, de Buffon.